# Stazione di Monteiasi-Montemesola
Stazione di Monteiasi-Montemesola vasútállomás Olaszországban, Puglia régióban, Monteiasi településen.

## Vasútvonalak
Az állomást az alábbi vasútvonalak érintik:
- Potenza-Brindisi-vasútvonal

## Kapcsolódó állomások
A vasútállomáshoz az alábbi állomások vannak a legközelebb: 
- Stazione di Grottaglie
- Stazione di Nasisi